# Stare Miasto (Warschau)
De Stare Miasto (Oude Stad), ook bekend als Historisch centrum van Warschau, is een wijk gelegen in het stadsdeel Śródmieście (Binnenstad) in de Poolse hoofdstad Warschau. Het is een van de meest bezochte toeristenplekken in Polen.

## Geschiedenis
De Stare Miastro werd gesticht in de 13de eeuw rondom het kasteel van de Hertog van Mazovië. In de begindagen werd het, voor bescherming, omringd met een aarden muur die rond 1339 werd vervangen voor een stenen muur. Het belangrijkste marktplein, de Rynek Starego Miasta, werd aangelegd aan het einde van de 13de eeuw of het begin van de 14de eeuw. Dit plein verbond het kasteel met de Nowe Miasto (Nieuwe Stad). Sinds de 19de eeuw dragen de vier zijdes van het plein de naam van belangrijke Polen die aan het plein woonden. Dit zijn Jan Dekert (Noord), Franciszek Brass (Oost), Ignacy Zakrzewski (Zuid) en Hugo Kołłątaj (West). Tijdens de Poolse Veldtocht in 1939 raakte de wijk zwaar beschadigd door de terreurbombardementen van de Luftwaffe. Tijdens de belegering van Warschau werd er begonnen aan de wederopbouw van de historische gebouwen. Na de Opstand van Warschau in 1944 werden echter alle gebouwen systematisch opgeblazen door de Duitsers. Na de oorlog werd de wijk snel herbouwd waarbij zo veel mogelijk de originele stenen werden gebruikt. Ter herdenking aan de Opstand van Warschau werd in 1983 in het midden van de wijk een standbeeld onthuld, de Mały Powstaniec.

## UNESCO Werelderfgoed
In 1980 werd de wijk toegevoegd aan de UNESCO Werelderfgoedlijst wegens het bijna perfecte behoud en reconstructie van historische gebouwen uit de 13de tot en met de 20ste eeuw.

## Bezienswaardigheden
Naast de restaurants, cafés en winkeltjes zijn er verschillende bezienswaardigheden in de Oude Stad zoals onder andere:
- Koninklijk Kasteel (Zamek Królewski w Warszawie)
- Slotplein
- Sint-Johanneskathedraal
- Sint-Martinuskerk
- Barbacane
- Oudestadsplein met onder andere het Fuggerhuis (Warschau)
- Stadsmuur

## Fotogalerij

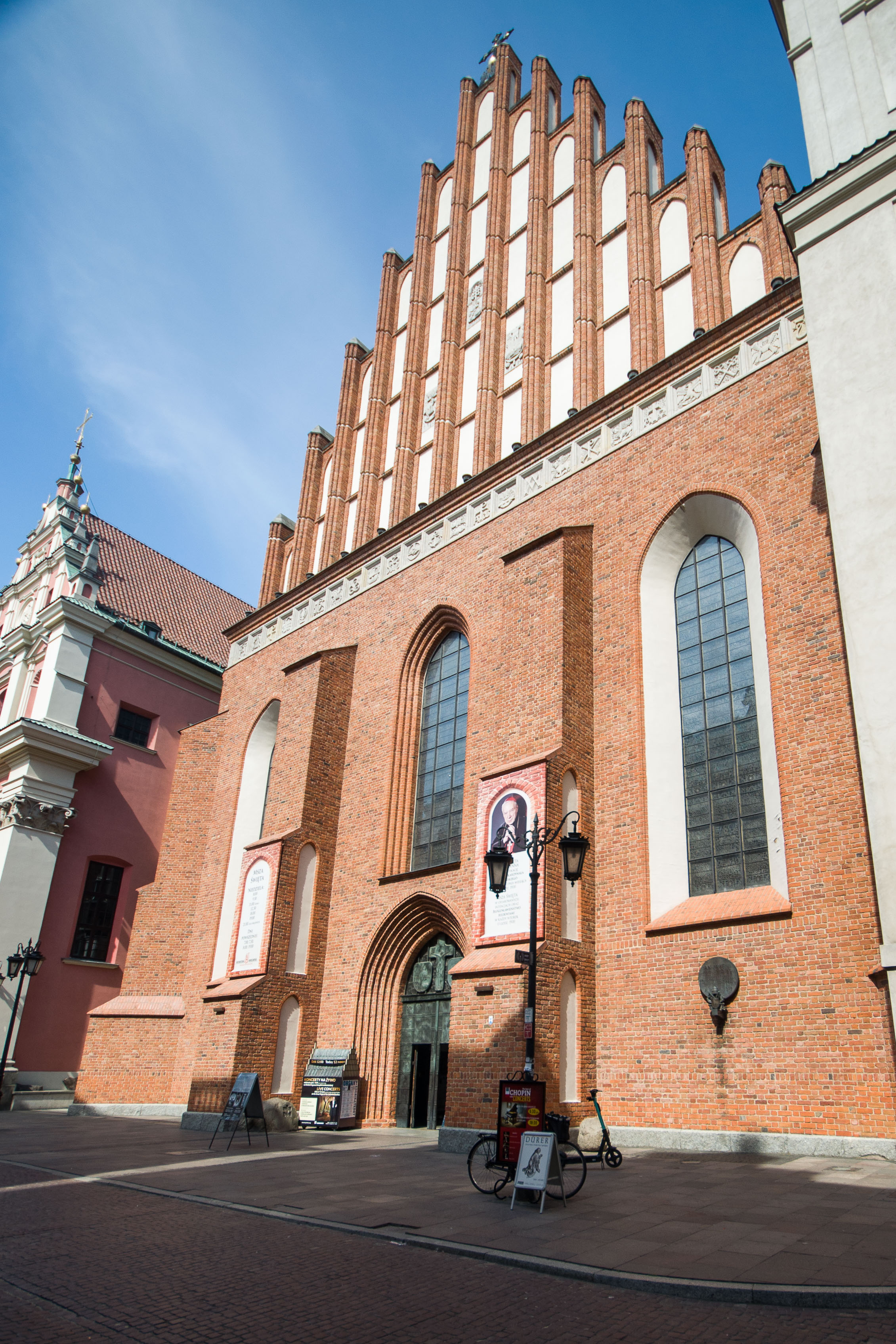
Johanneskathedraal gebouwd in de 14e eeuw.
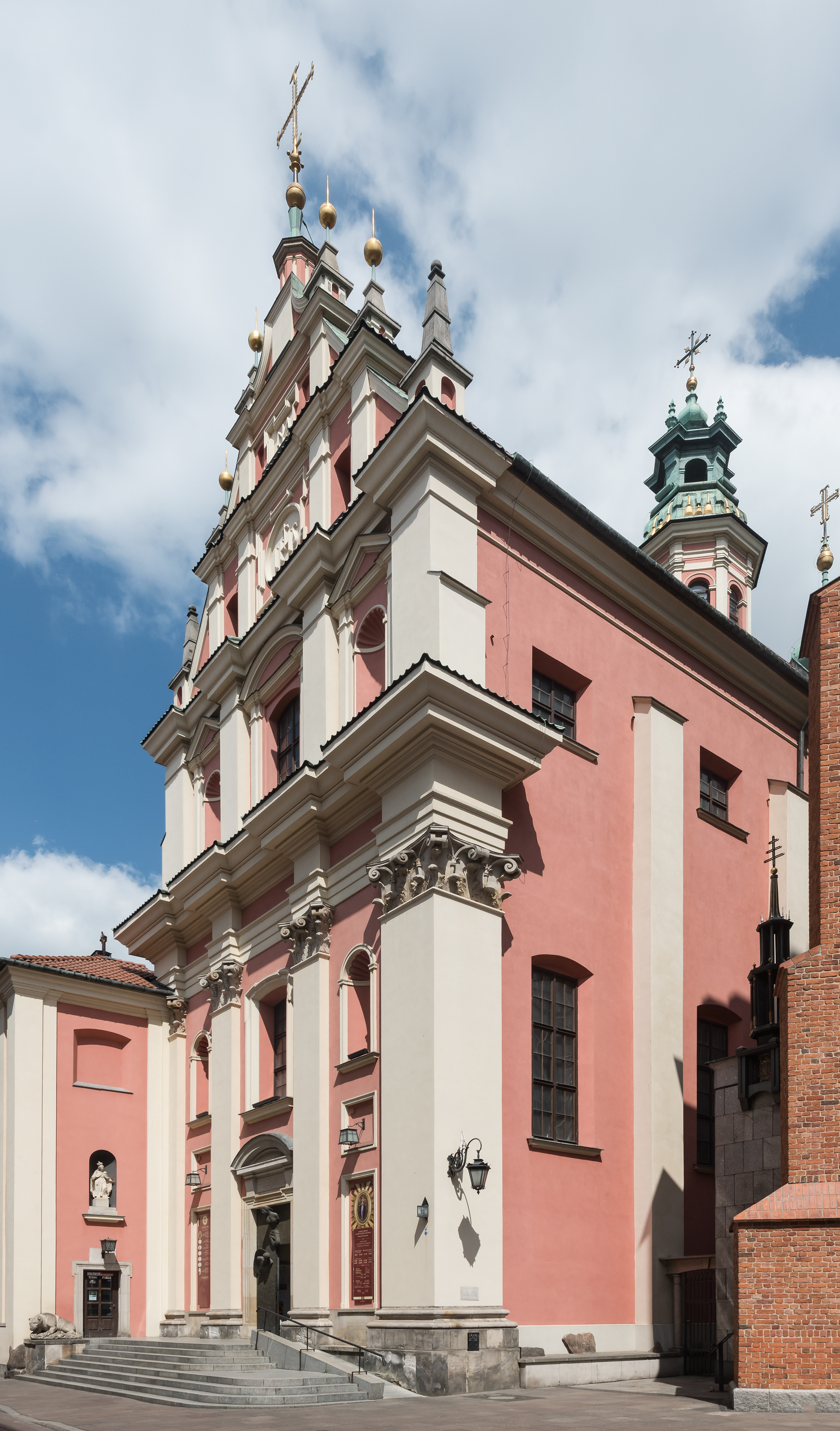
Jezuïetenkerk gebouwd in de 17e eeuw.
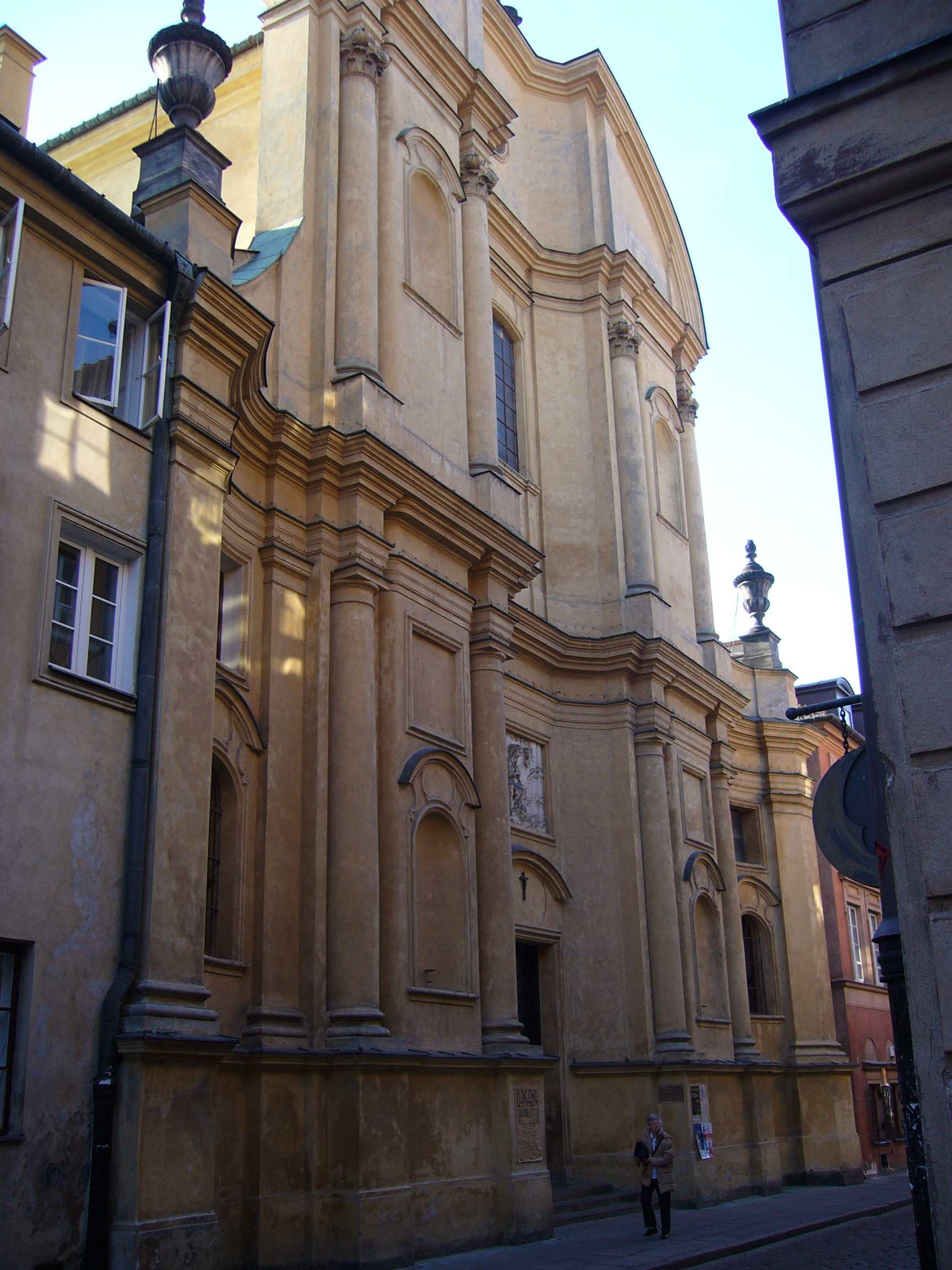
Sint-Martinuskerk gebouwd in de 14e eeuw.
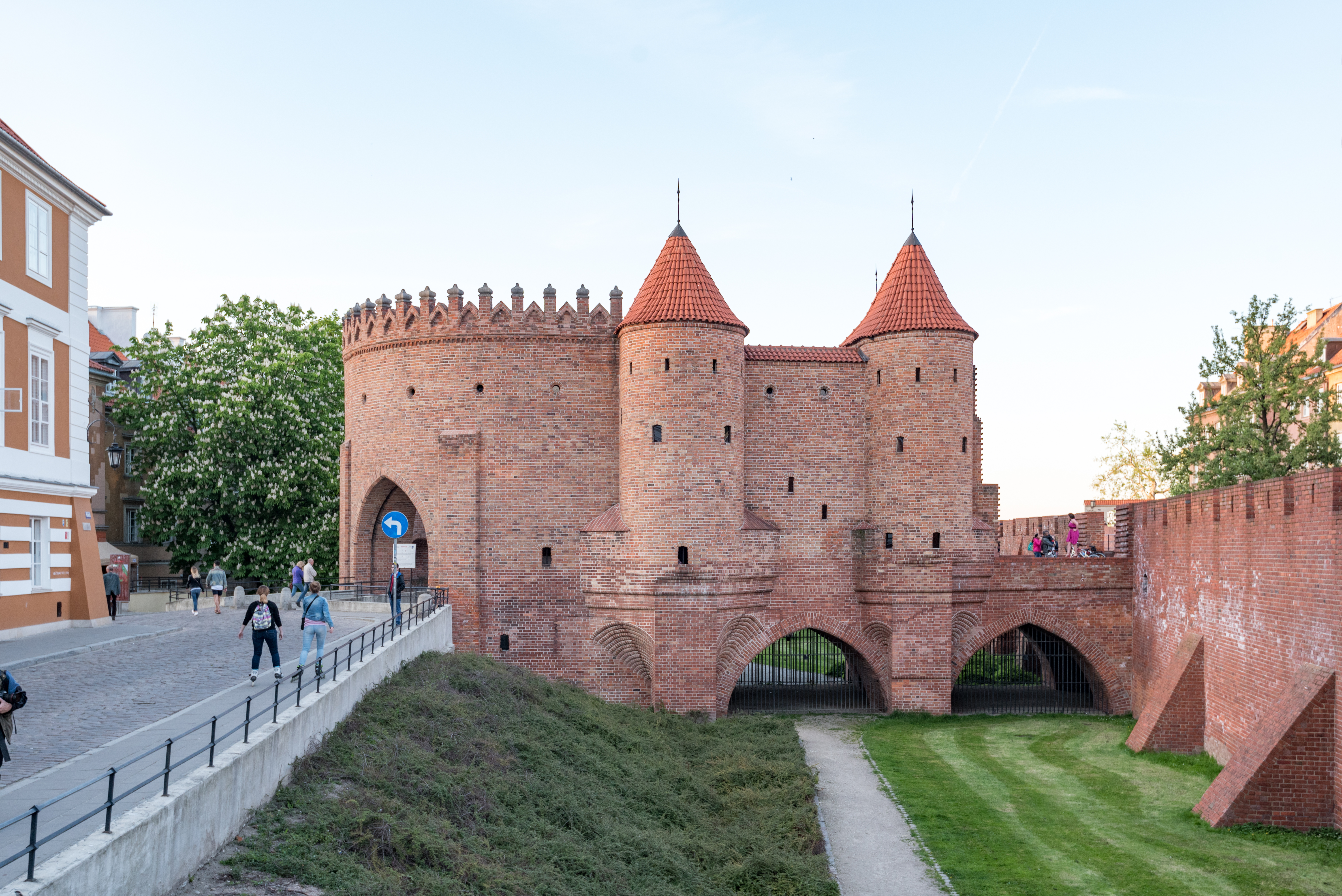
Barbacane gebouwd in de 14e eeuw.
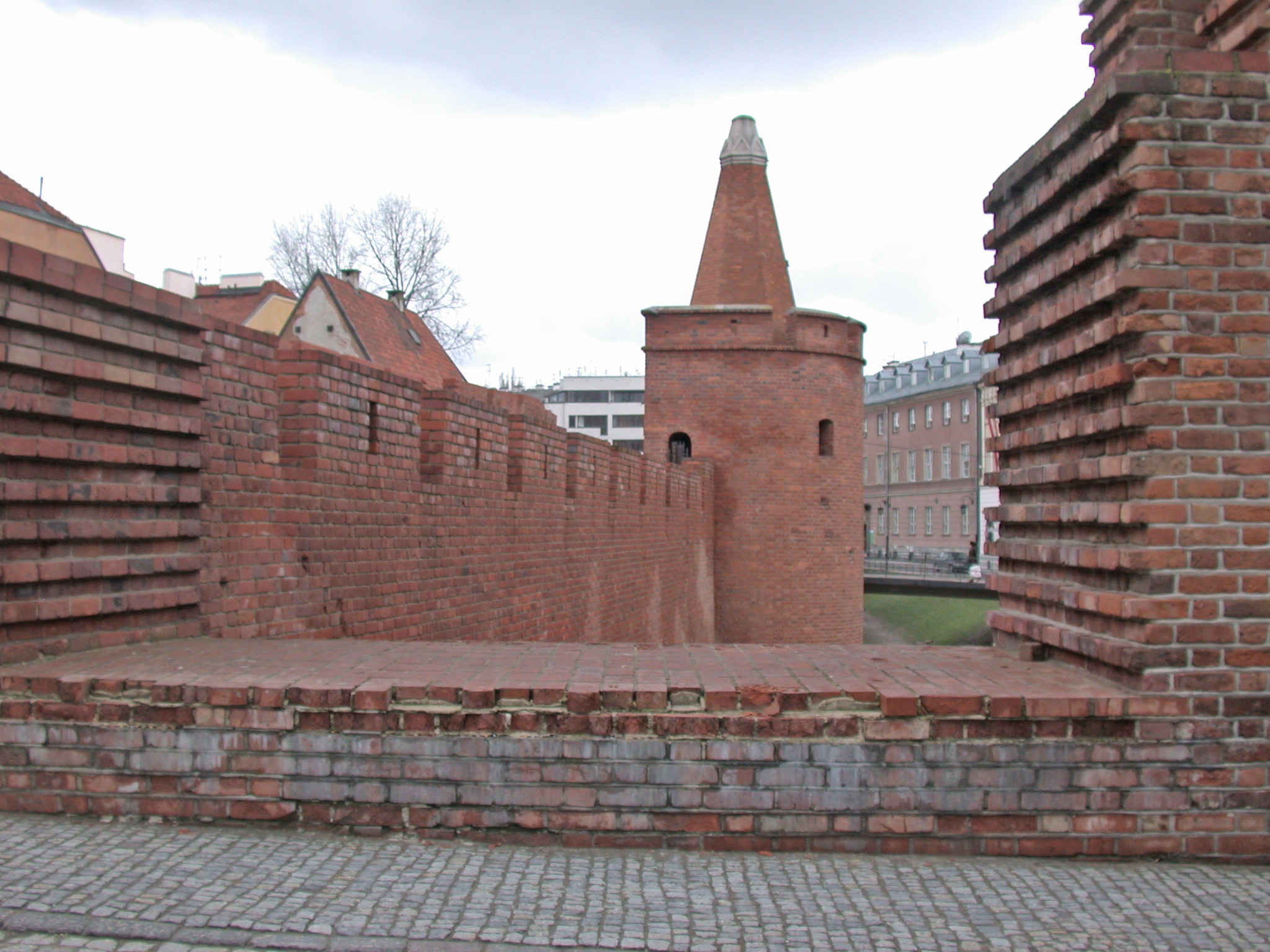
Buskruitopslagtoren gebouwd in de 14e eeuw.
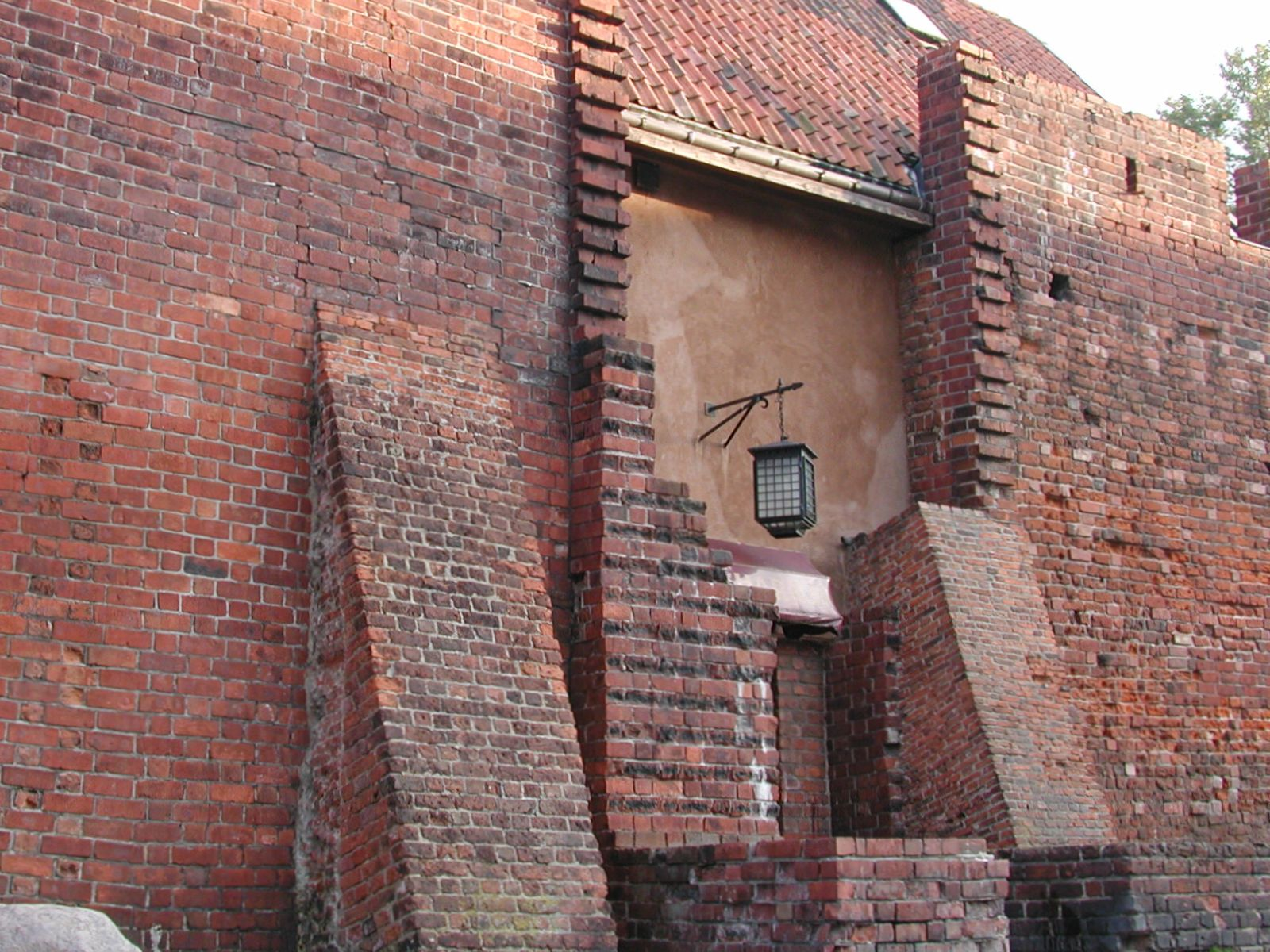
Vestingmuur gebouwd in de 14e eeuw.
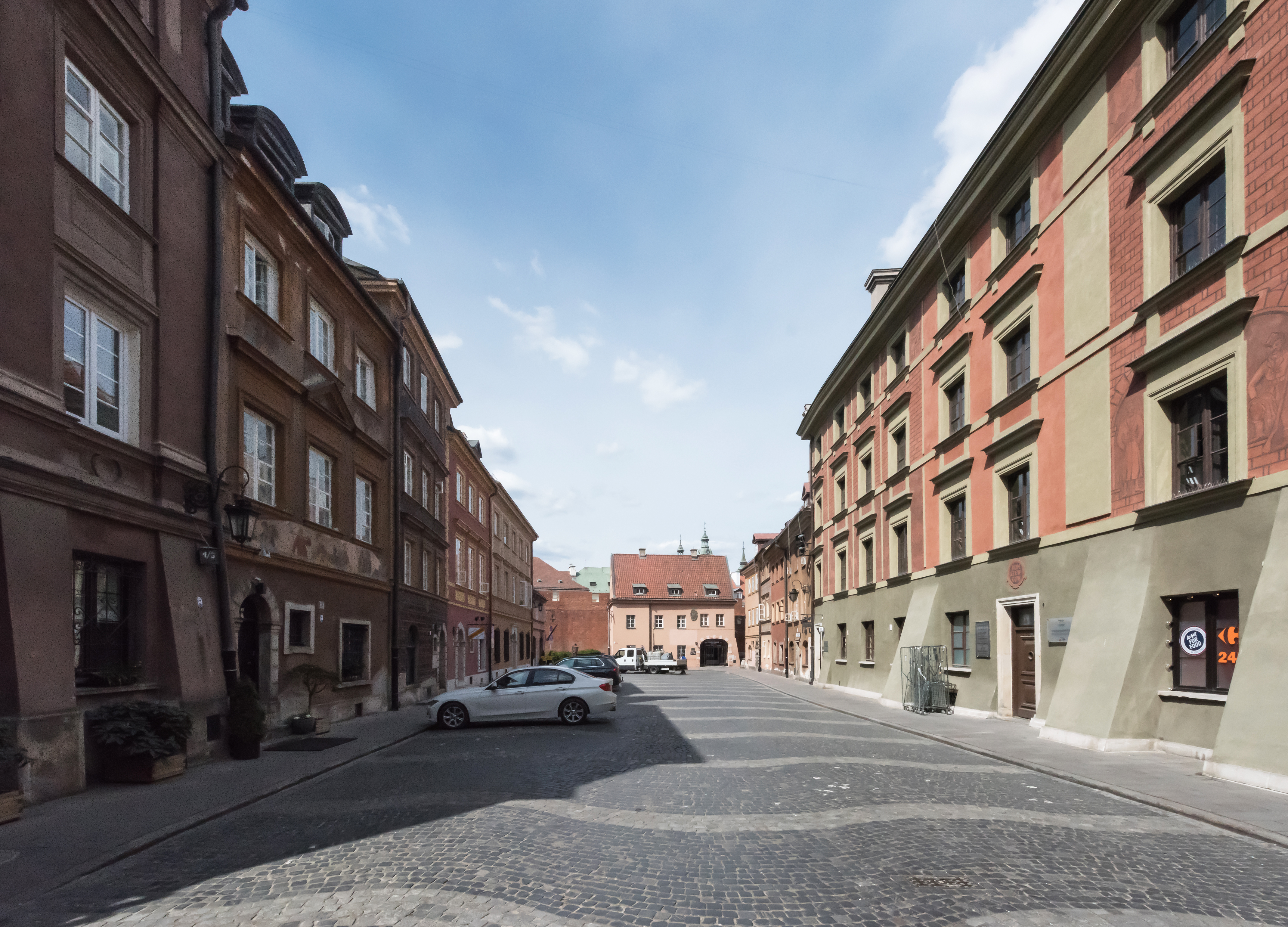
Szeroki Dunajstraat.
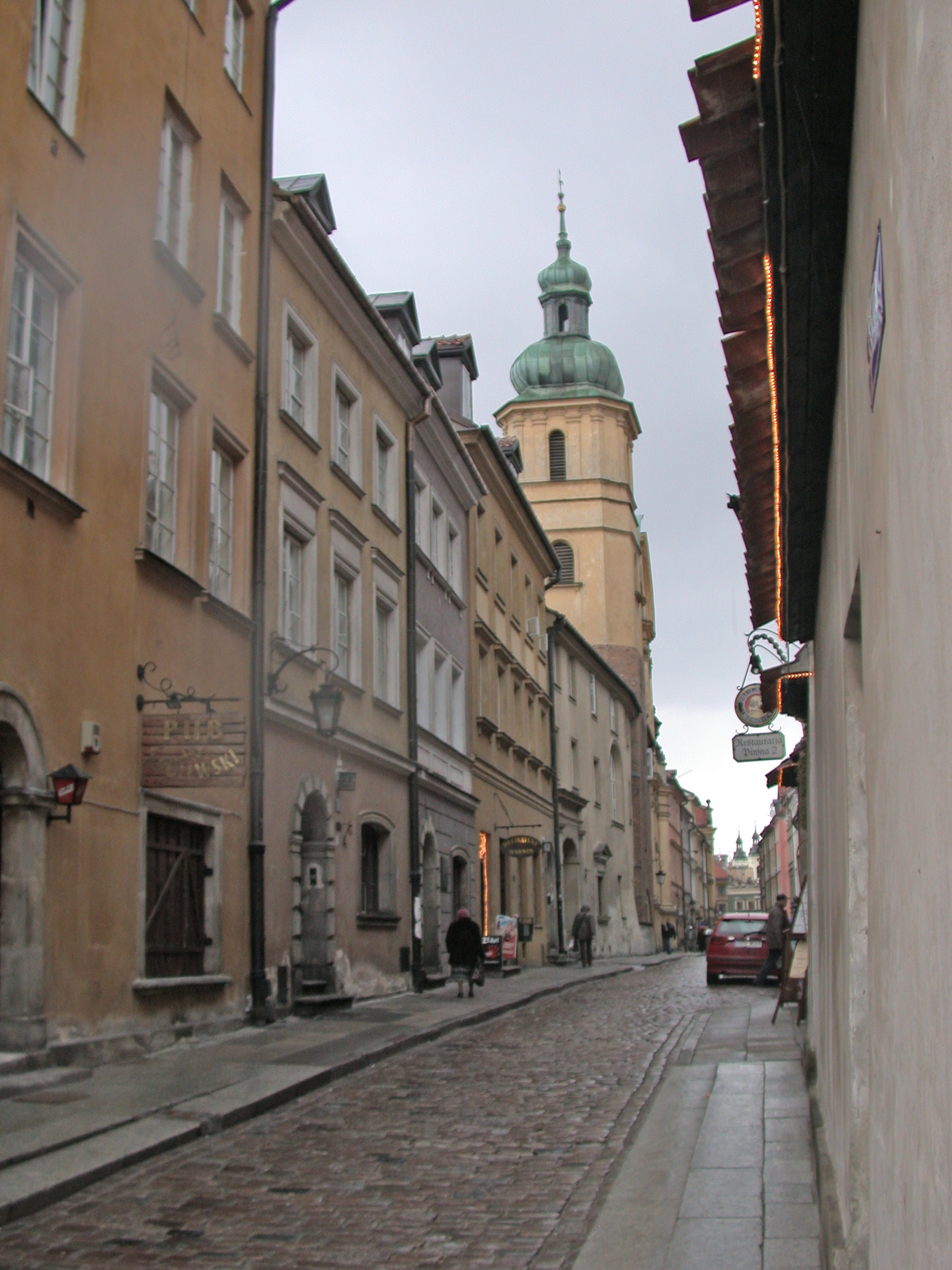
Piwnastraat.
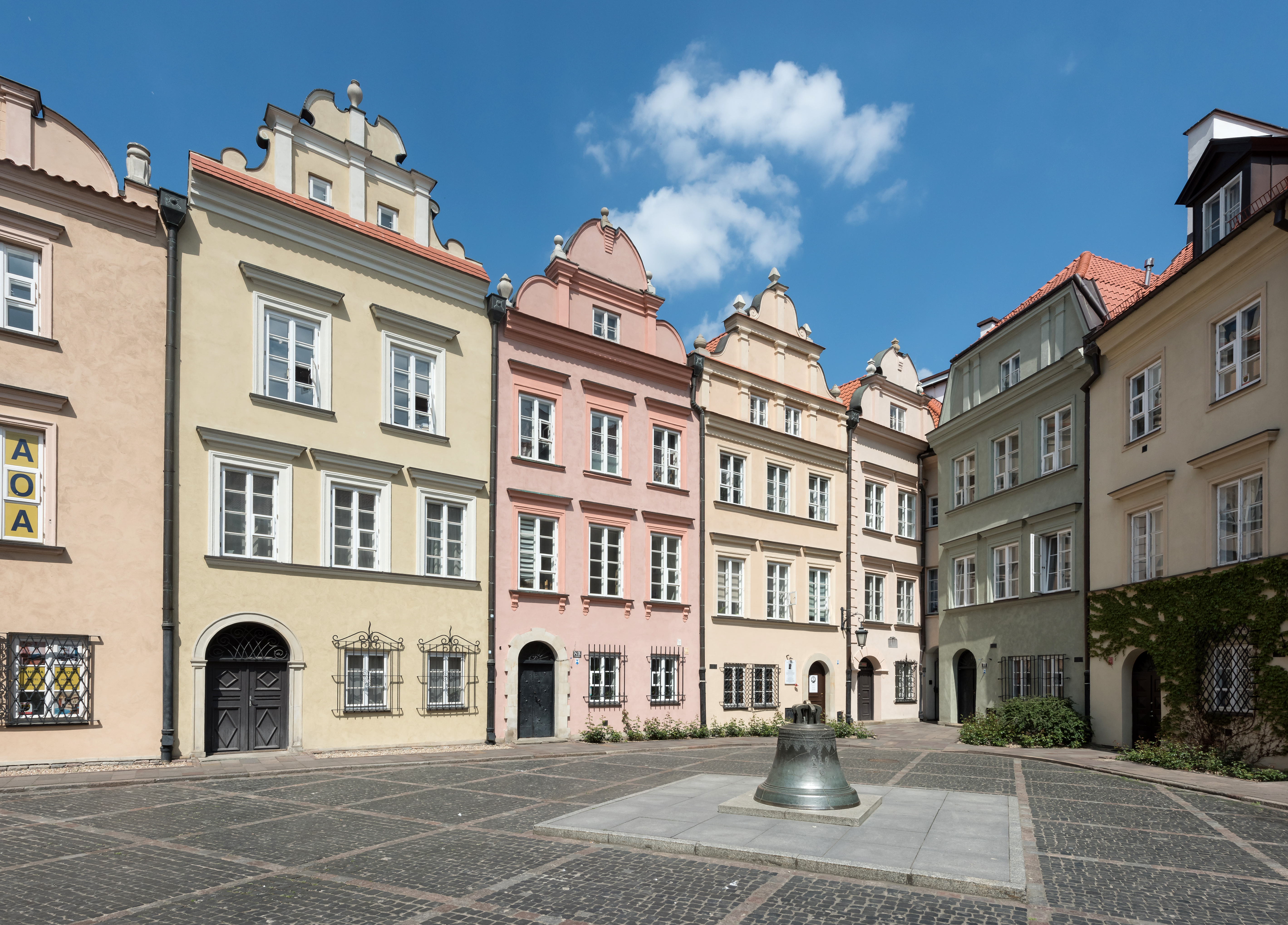
Kanoniaplein.
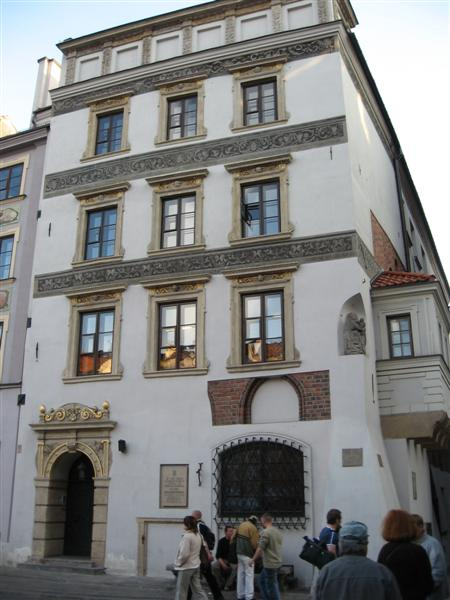
Een woning aan het centrumplein gebouwd in de 15e eeuw.
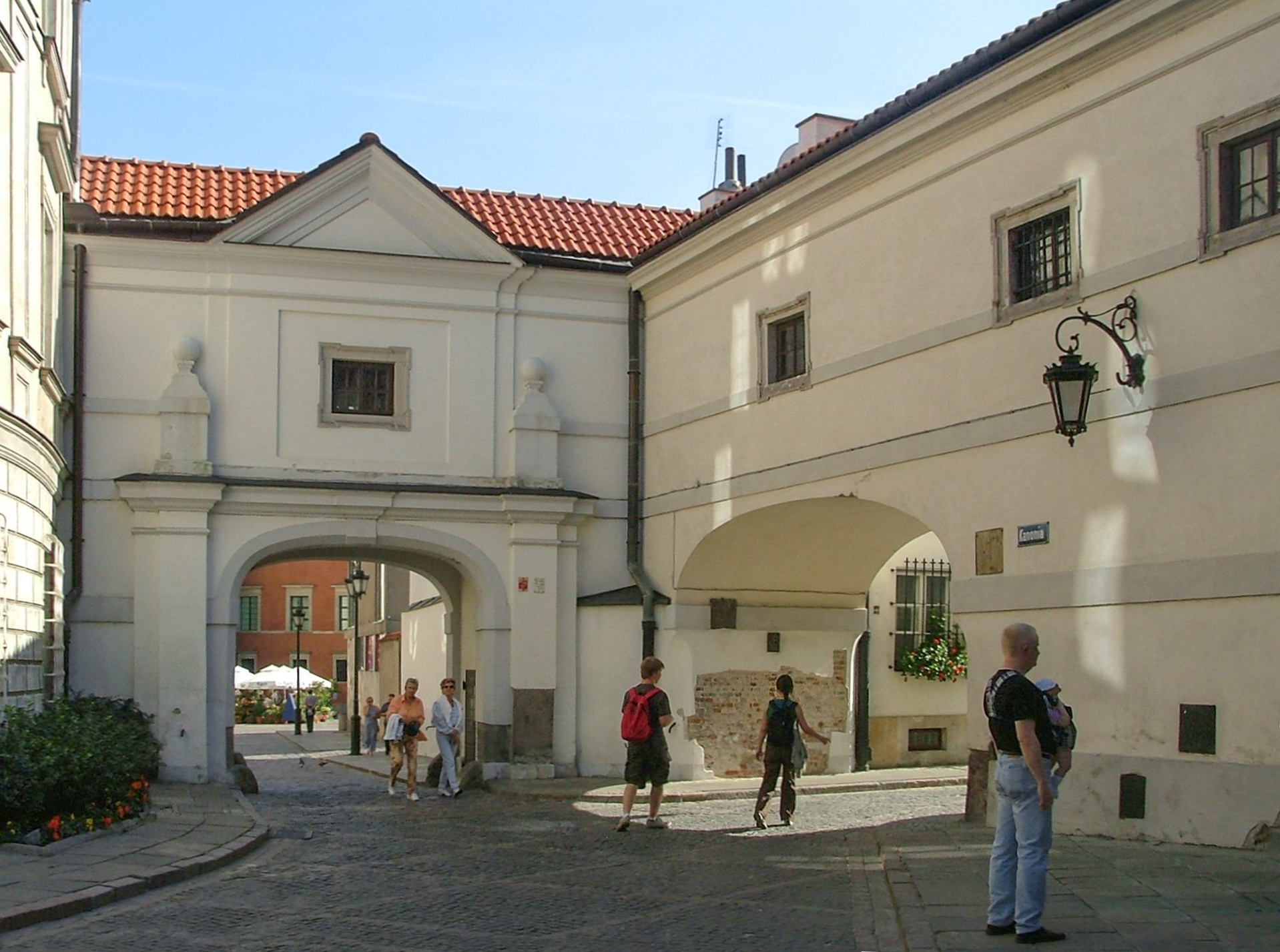
De Koningin Annahal tussen de Zamek Królewski en de Johanneskathedraal. Gebouwd in de 16e eeuw.
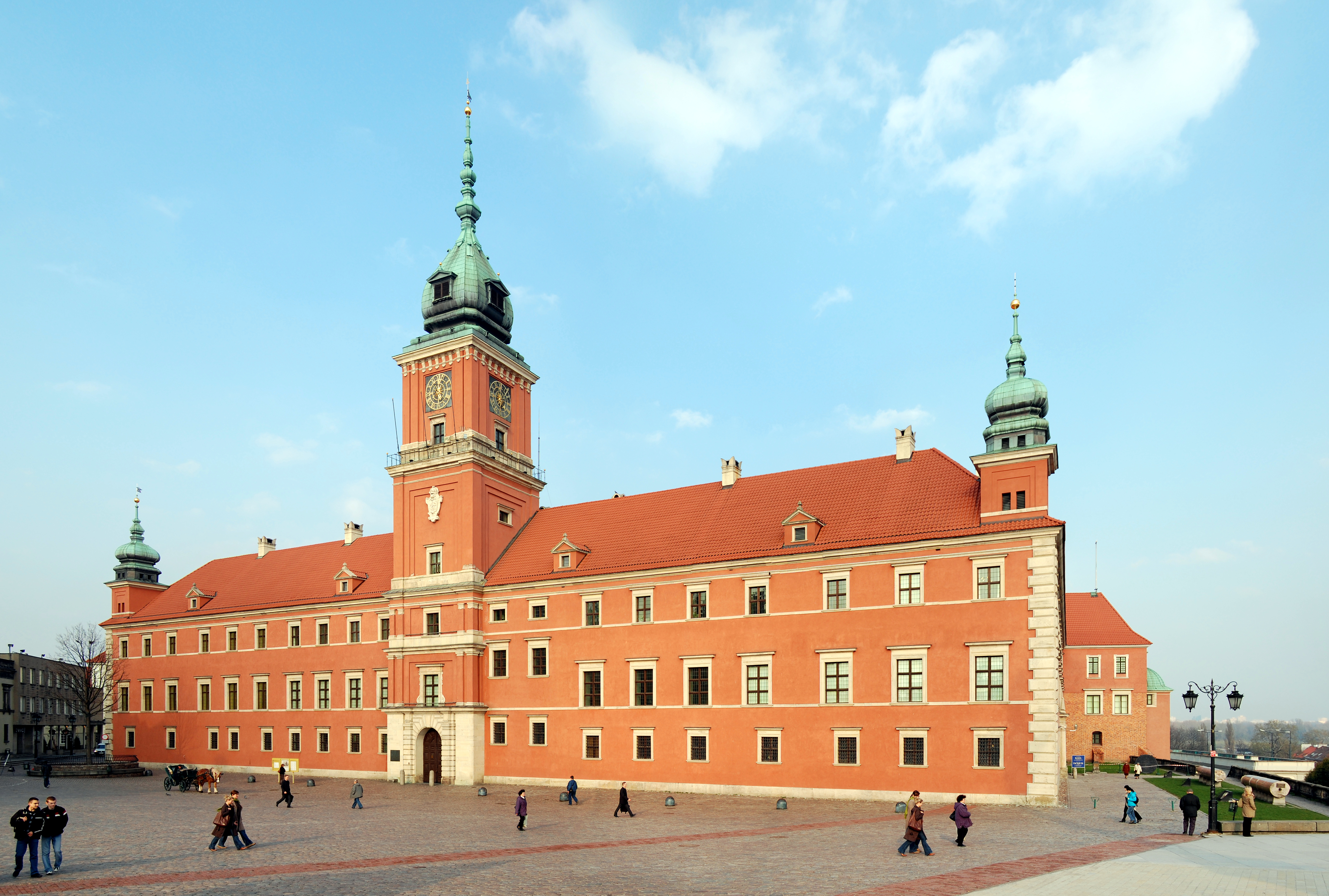
Koninklijk Paleis (Zamek Królewski) gebouwd in de 16e eeuw.
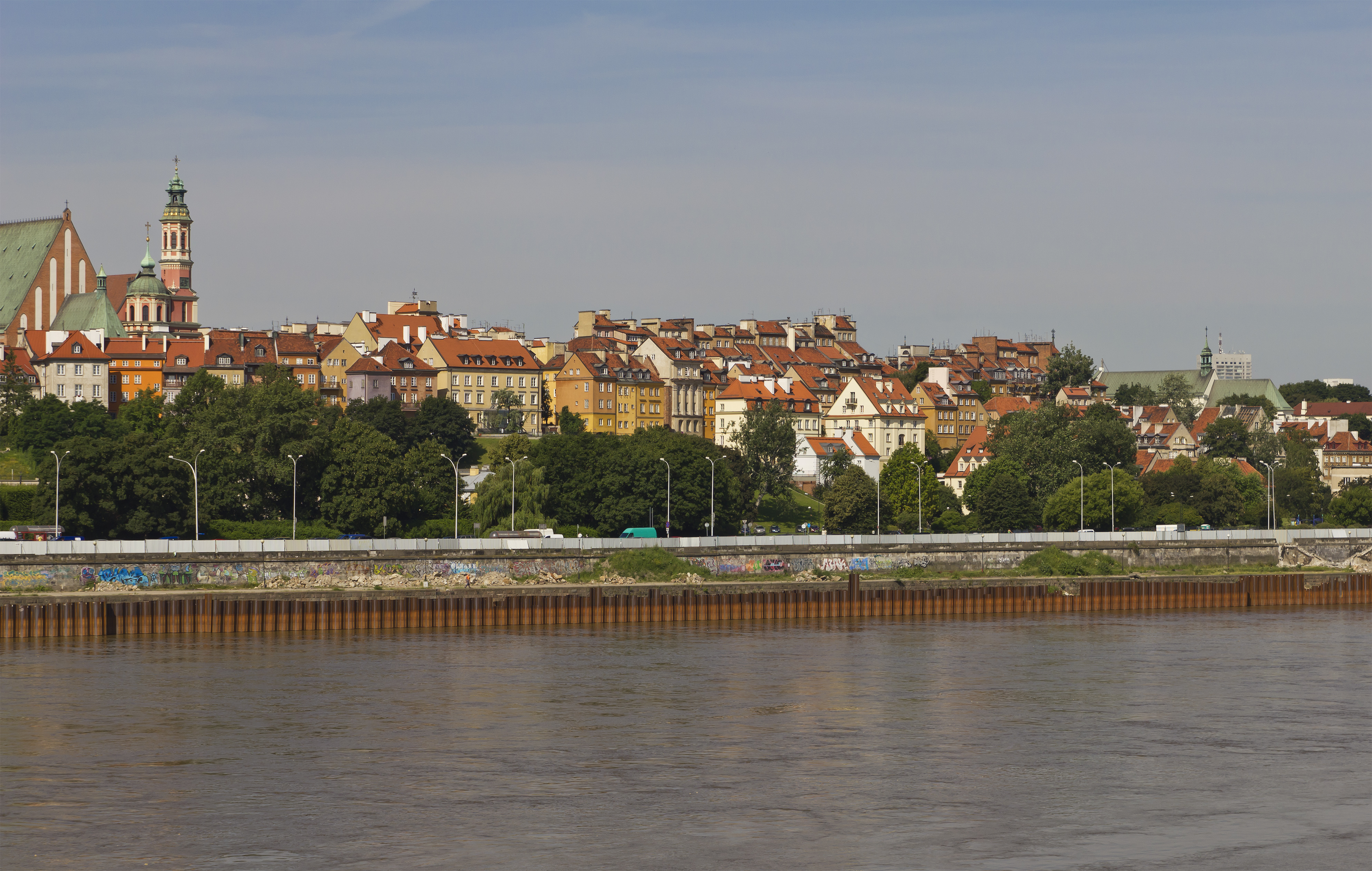
Panorama

- Gemeinsame Normdatei: 4205289-0
- Library of Congress Control Number: n97021772
- Nationale Bibliotheek van Tsjechië: ge1106884
- Nationale Bibliotheek van Israël: 987007542491105171
- Virtual International Authority File: 130355973
- WorldCat: E39PBJyMhbdjXcrtKjhtFJ94bd

Historisch centrum van Krakau · Koninklijke Wieliczka- en Bochnia-zoutmijnen · Auschwitz-Birkenau: Duits naziconcentratie- en -vernietigingskamp · Woud van Białowieża · Historisch centrum van Warschau · Oude stad Zamość · Middeleeuwse stad Toruń · Kasteel van de Duitse ridderorde in Malbork · Kalwaria Zebrzydowska: maniëristisch architectuur-en parklandschapcomplex en bedevaartspark · Vredeskerken in Jawor en Świdnica · Houten kerken van zuidelijk Małopolska · Muskauer Park / Park Muzakowski · Hala Stulecia in Wrocław · Houten tserkva's van de Karpaten in Polen en Oekraïne· Lood-zilver-zinkmijn van Tarnowskie Góry en haar ondergrondse waterbeheersysteem · Prehistorische mijnstreek van gestreepte vuursteen van Krzemionki · Oude en voorhistorische beukenbossen van de Karpaten en andere regio's van Europa